# Samuel Ammon

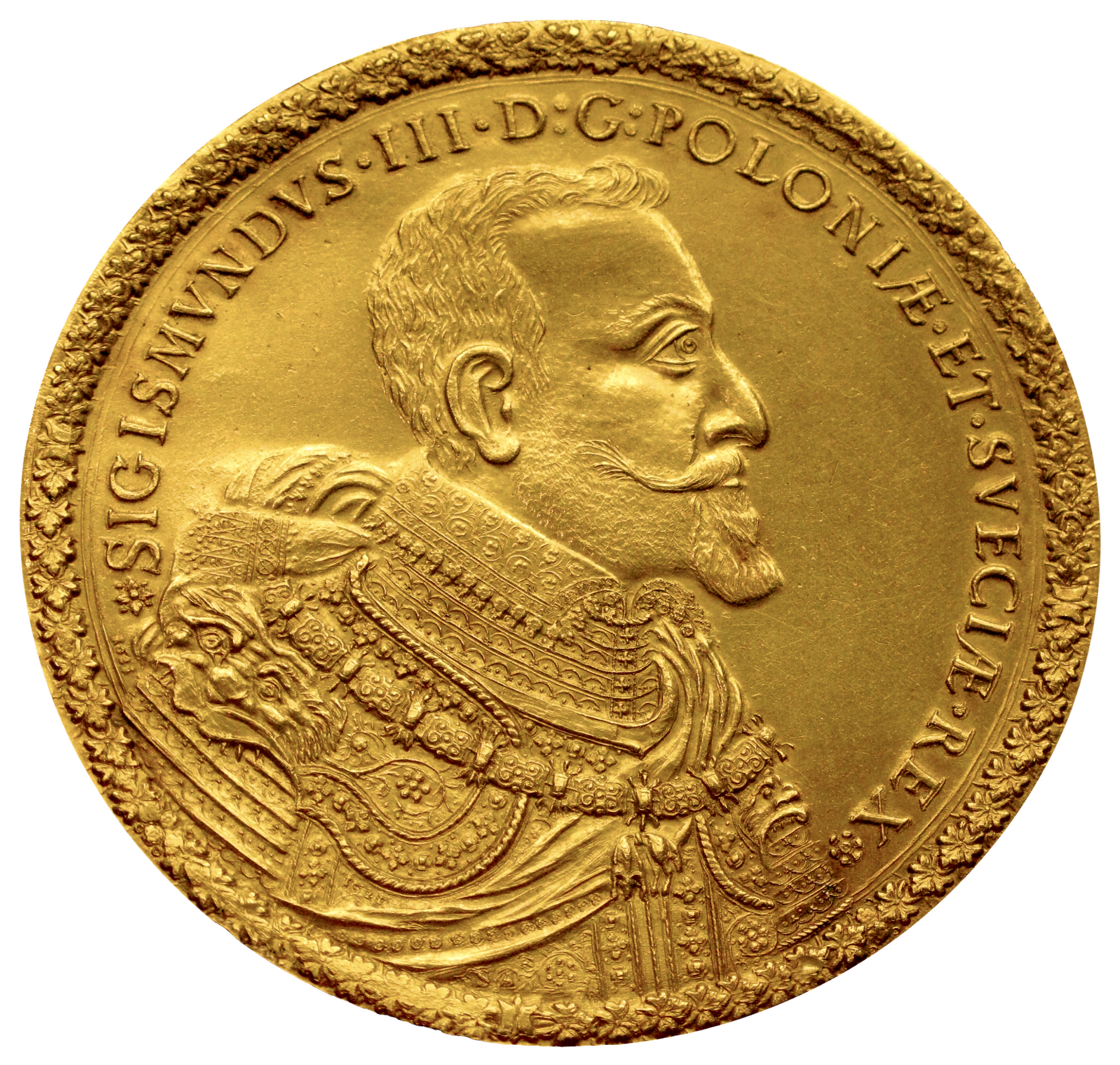
Złote 40 dukatów z 1621 roku

Samuel Ammon (ur. ok. 1590 - zm. 27 marca 1622) — medalier gdański szwajcarskiego pochodzenia, twórca najdroższej polskiej monety, złotego dukata koronnego Zygmunta III Wazy z 1621.

## Życiorys
Urodził się ok. 1590 roku w wolnym mieście Szafuzie w Szwajcarii. Między 1611 a 1613 trafił do Gdańska, gdzie pracował w mennicy miejskiej jako rytownik stempli. Mieszkał w domu wdowy po Erazmie Krügerze. 
Mimo śmierci w wieku zaledwie 32 lat udało mu się zostawić po sobie uczniów w gdańskiej mennicy.

## Twórczość
Jest autorem następujących monet wybitych dla Zygmunta III:
- złota 100-dukatowa donatywa (1621) – 70 mm średnicy, waga 349,49 grama[3] bita w mennicy bydgoskiej[4] najprawdopodobniej dla upamiętnienia zwycięstwa hetmana Chodkiewicza w bitwie chocimskiej[5][3]. Zachowało się 6 egzemplarzy[3]. Jeden znajduje się w zbiorach Muzeum Narodowym w Krakowie[5]. W 2018 na aukcji w USA sprzedano jeden egzemplarz za 2,16 mln USD, co wówczas czyniło ją 5. lub 6. najdrożej wycenioną monetą[3].
- złota 50-dukatowa donatywa (1621) – 68,2 mm średnicy, waga 174,9 gram[5]. Uchodzi za najlepsze dzieło Ammona, którego kunszt docenił sam król zapraszając na audiencję i obdarowując złotym łańcuchem[5].
- złota 40-dukatowa donatywa koronna[6],
- złota 6-dukatowa donatywa gdańska[6],
- złota 5-dukatowa donatywa gdańska[6],
- srebrna donatywa gdańska[6],

Prócz wzorców monet Ammon tworzył także wzorce medalierskie, m.in.:
- medali portretowych Zygmunta III i królowej Konstancji (1619),
- Zygmunta III z przedstawieniem obleganego Smoleńska na rewersie (1619),
- Zygmunta III z widokiem Gdańska na rewersie (1620)[5].